# Lescuraea saxicola
Lescuraea saxicola là một loài Rêu trong họ Leskeaceae. Loài này được (Schimp.) Molendo mô tả khoa học đầu tiên năm 1864.